# Reginald Doherty
Reginald Frank Doherty, Reggie Doherty, „Big Do” (ur. 14 października 1872 w Londynie, zm. 29 grudnia 1910 w Kensington) – brytyjski tenisista, zwycięzca Wimbledonu w grze pojedynczej i podwójnej, zwycięzca US Open w grze podwójnej, zdobywca Pucharu Davisa, mistrz olimpijski.
Studiował w Trinity Hall na Uniwersytecie Cambridge.

## Kariera tenisowa
W 1897 roku Doherty odniósł pierwsze zwycięstwo w grze pojedynczej na Wimbledonie, pokonując w finale (challenge round) obrońcę tytułu Harolda Mahony’ego. Wygrywał także w kolejnych trzech latach, zgodnie z obowiązującym ówcześnie regulaminem występując jedynie w finałach z rywalem wyłonionym w turnieju pretendentów (All Comers). W 1898 roku pokonał młodszego o dwa lata brata Lawrence’a Doherty’ego, w 1899 roku Arhura Gore’a, w 1900 roku Sidneya Howarda Smitha. Seria triumfów Doherty’ego została przerwana przez Arhura Gore’a w 1901 roku. W 1902 roku Doherty był uczestnikiem finału mistrzostw USA, kiedy to przegrał z Williamem Larnedem.
Bracia Doherty stanowili jedną z najlepszych par w historii Wimbledonu. W latach 1897–1906 nieprzerwanie występowali w finałach, wygrywając łącznie osiem razy (Reginald Doherty był ponadto w finale w 1896 roku w parze z Haroldem Nisbetem). Ich pierwszymi przeciwnikami finałowymi byli inni bracia, Wilfred i Herbert Baddeleyowie. Porażki bracia Doherty ponieśli w 1902 i 1906 roku, w obu przypadkach z Sidneyem Howardem Smithem i Frankiem Riseleyem. Bracia triumfowali także w mistrzostwach USA w 1902 i 1903 roku, w pierwszym finale pokonując Holcombe’a Warda i Dwighta Davisa, fundatora słynnego pucharu.
W występach w Pucharze Davisa Reginald Doherty poniósł tylko jedną porażkę, w piątym, decydującym meczu finału z 1902 roku (z Malcolmem Whitmanem). W 1903 roku był w składzie ekipy, która zdobyła pierwszy Puchar dla Wysp Brytyjskich i wspólnie z reprezentacją w kolejnych trzech latach skutecznie bronił trofeum. W ramach Pucharu Davisa nie przegrał meczu deblowego (zawsze grał z bratem).
Na igrzyskach olimpijskich w Paryżu w 1900 roku bracia Doherty zdobyli złoty medal w grze podwójnej. Reginald Doherty wywalczył również złoty medal w grze mieszanej, w parze z Charlotte Cooper Sterry, i brązowy medal w singlu. Kolejny złoty medal Reginald Doherty wywalczył osiem lat później w Londynie, w parze z George’em Hillyardem w deblu mężczyzn na kortach otwartych.
Doherty trzy razy triumfował w mistrzostwach Irlandii w singlu (1899, 1900, 1901) i pięć w deblu (1898–1902, z bratem), a także zdobył mistrzostwo Afryki Południowej w singlu i deblu (1909).
Reginald Doherty uchodził za jednego z największych stylistów epoki o przykładnym bekhendzie. Wynalazł sposób trzymania rakiety, który bez zmiany w uchwycie umożliwiał odbijanie piłek zarówno z prawej (forhend), jak i lewej strony (bekhend).
Zakończył karierę dość wcześnie, na prośbę matki obawiającej się o jego zdrowie (podobnie jak Lawrence był dość chorowity). Jedna z bram obiektu wimbledońskiego na cześć braci została nazwana „The Doherty Gates”, a w 1980 roku obaj zostali wpisani do Międzynarodowej Tenisowej Galerii Sławy.

### Finały w turniejach wielkoszlemowych

#### Gra pojedyncza (4–2)
| Końcowy wynik | Nr | Data | Turniej                              | Nawierzchnia | Przeciwnik          | Wynik finału             |
| ------------- | -- | ---- | ------------------------------------ | ------------ | ------------------- | ------------------------ |
| Zwycięzca     | 1. | 1897 | Wimbledon, Londyn                    | Trawiasta    | Harold Mahony       | 6:4, 6:4, 6:3            |
| Zwycięzca     | 2. | 1898 | Wimbledon, Londyn                    | Trawiasta    | Lawrence Doherty    | 6:3, 6:3, 2:6, 5:7, 6:1  |
| Zwycięzca     | 3. | 1899 | Wimbledon, Londyn                    | Trawiasta    | Arthur Gore         | 1:6, 4:6, 6:3, 6:3, 6:3  |
| Zwycięzca     | 4. | 1900 | Wimbledon, Londyn                    | Trawiasta    | Sydney Howard Smith | 6:8, 6:3, 6:1, 5:7, 11:9 |
| Finalista     | 1. | 1901 | Wimbledon, Londyn                    | Trawiasta    | Arthur Gore         | 6:4, 5:7, 4:6, 4:6       |
| Finalista     | 2. | 1902 | U.S. National Championships, Newport | Trawiasta    | William Larned      | 6:4, 2:6, 4:6, 6:8       |

#### Gra podwójna (10–3)
| Końcowy wynik | Nr  | Data | Turniej                              | Nawierzchnia | Partner          | Przeciwnicy                         | Wynik finału             |
| ------------- | --- | ---- | ------------------------------------ | ------------ | ---------------- | ----------------------------------- | ------------------------ |
| Finalista     | 1.  | 1896 | Wimbledon, Londyn                    | Trawiasta    | Harold Nisbet    | Herbert Baddeley Wilfred Baddeley   | 6:1, 6:3, 4:6, 2:6, 1:6  |
| Zwycięzca     | 1.  | 1897 | Wimbledon, Londyn                    | Trawiasta    | Lawrence Doherty | Herbert Baddeley Wilfred Baddeley   | 6:4, 4:6, 8:6, 6:4       |
| Zwycięzca     | 2.  | 1898 | Wimbledon, Londyn                    | Trawiasta    | Lawrence Doherty | Harold Nisbet Clarence Hobart       | 6:4, 6:4, 6:2            |
| Zwycięzca     | 3.  | 1899 | Wimbledon, Londyn                    | Trawiasta    | Lawrence Doherty | Harold Nisbet Clarence Hobart       | 7:5, 6:0, 6:2            |
| Zwycięzca     | 4.  | 1900 | Wimbledon, Londyn                    | Trawiasta    | Lawrence Doherty | Harold Nisbet Herbert Roper-Barrett | 9:7, 7:5, 4:6, 3:6, 6:3  |
| Zwycięzca     | 5.  | 1901 | Wimbledon, Londyn                    | Trawiasta    | Lawrence Doherty | Dwight Davis Holcombe Ward          | 4:6, 6:2, 6:3, 9:7       |
| Finalista     | 2.  | 1902 | Wimbledon, Londyn                    | Trawiasta    | Lawrence Doherty | Sydney Howard Smith Frank Riseley   | 6:4, 6:8, 3:6, 6:4, 9:11 |
| Zwycięzca     | 6.  | 1902 | U.S. National Championships, Newport | Trawiasta    | Lawrence Doherty | Dwight Davis Holcombe Ward          | 11:9, 12:10, 6:4         |
| Zwycięzca     | 7.  | 1903 | Wimbledon, Londyn                    | Trawiasta    | Lawrence Doherty | Sydney Howard Smith Frank Riseley   | 6:4, 6:4, 6:4            |
| Zwycięzca     | 8.  | 1903 | U.S. National Championships, Newport | Trawiasta    | Lawrence Doherty | Kreigh Collins L. Harry Waidner     | 7:5, 6:3, 6:3            |
| Zwycięzca     | 9.  | 1904 | Wimbledon, Londyn                    | Trawiasta    | Lawrence Doherty | Sydney Howard Smith Frank Riseley   | 6:1, 6:2, 6:4            |
| Zwycięzca     | 10. | 1905 | Wimbledon, Londyn                    | Trawiasta    | Lawrence Doherty | Sydney Howard Smith Frank Riseley   | 6:2, 6:4, 6:8, 6:3       |
| Finalista     | 3.  | 1906 | Wimbledon, Londyn                    | Trawiasta    | Lawrence Doherty | Sydney Howard Smith Frank Riseley   | 8:6, 4:6, 7:5, 3:6, 3:6  |